# Клайбер, Карлос
Карлос Клайбер (или Кляйбер; нем. Carlos Kleiber, полное имя Карл Людвиг Клайбер — Karl Ludwig Kleiber; 3 июля 1930, Берлин — 13 июля 2004, Словения) — австрийский оперный и симфонический дирижёр. Сын дирижёра Эриха Клайбера.

## Биография
Карлос Клайбер родился в семье знаменитого дирижёра Эриха Клайбера. Вырос в Аргентине, куда его отец, работавший в Германии, эмигрировал вскоре после прихода нацистов к власти. Отец, как утверждают биографы, сомневался в музыкальных способностях сына, и в 1949—1950 годах он изучал химию в Цюрихе.
Тем не менее в 1951 году Клайбер-младший начал музыкальную карьеру в качестве коррепетитора в Мюнхене. Его дирижёрский дебют состоялся в 1954 году в Потсдаме. В дальнейшем он работал в Дюссельдорфе, Цюрихе и Штутгарте. В 1968—1973 годах работал в Баварской государственной опере в Мюнхене и вплоть до 1988 года оставался её приглашённым дирижёром.
В 1973 году Клайбер впервые выступил в Венской государственной опере, продирижировав «Тристаном и Изольдой», — в его репертуаре это была единственная вагнеровская опера, которую он исполнял также на Байройтском фестивале. В 1974 году он дебютировал в театрах «Ла Скала» и «Ковент-Гарден», в обоих случаях с «Кавалером розы» Рихарда Штрауса. Как дирижёр ставил оперные спектакли «Метрополитен-опера» (с 1988 года) и других театрах; c 1966 года регулярно участвовал в Эдинбургском фестивале, но ни разу так и не выступил в Зальцбурге, несмотря на многократные приглашения Герберта фон Караяна: неуверенность в себе, порождённая сомнениями отца, преследовала Карлоса Клайбера на протяжении всей его дирижёрской карьеры. 
Как симфонический дирижёр Клайбер сотрудничал с лучшими оркестрами Европы, в том числе с Венским и Берлинским филармоническими оркестрами: но отказался возглавить Берлинский филармонический после смерти Караяна. В 1989 и 1992 годах дирижировал Новогодним концертом в Вене.
Последнее выступление дирижёра состоялось в 1999 году.

## Творчество
В те годы, которые сам Клайбер считал для себя ученическими, он дирижировал много, в дальнейшем высокая требовательность к себе побудила его строго ограничить свой репертуар как в театре, так и на концертной эстраде. Оперный репертуар Клайбера исчерпывался десятком сочинений, концертный — отдельными симфониями В. А. Моцарта, Л. ван Бетховена, И. Брамса и Ф. Шуберта. Наследие, оставленное им в звукозаписи, тоже сравнительно невелико, но все его аудио- и видеозаписи — оперы «Вольный стрелок», «Кармен», «Тристан и Изольда», «Кавалер розы», «Травиата», Пятая и Седьмая симфонии Бетховена, Вторая и Четвёртая Брамса, Третья и Восьмая Шуберта и т. д. — входят в число лучших исполнений этих произведений.
За свои 74 года жизни Клейбер провёл всего 96 концертов и около 400 оперных представлений.
По результатам опроса, проведённого в ноябре 2010 года британским журналом о классической музыке «BBC Music Magazine», Карлос Клайбер занял первое место в списке из двадцати наиболее выдающихся дирижёров всех времён. Введён в Зал славы журнала Gramophone.
В честь 80-летия со дня рождения Клайбера Баварская государственная опера и общество «Друзья Национального театра Мюнхена» учредили премию в размере 10 тысяч евро, которая будет вручаться молодым дирижёрам и концертмейстерам каждые два года, начиная с 2011.

## Семья
В 1956 году, будучи в Дюссельдорфе, Карлос Клайбер влюбляется в балерину местного театра, словенку Станиславу Брезовар (Stanislava Brezovar), вскоре они женятся и в 1965 у них появляется первенец - сын Марко, а Станислава заканчивает карьеру балерины и полностью посвящает себя семье. Еще через 6 лет появляется дочь Лилиан. Семья постоянно проживает в Словении, сначала в небольшом городке Загорье об Сави (Zagorje ob Savi), а с 1992 года в деревушке Коньшице. В декабре 2003 года Станислава Брезовар умирает, а через полгода умирает и Карлос.  Перед смертью из своего дома в Германии он пишет прощальные письма нескольким друзьям, в июле переезжает в Словению.  13 июля 2004 его не станет. По распоряжению Клайбера его похоронили рядом с женой на маленьком деревенском кладбище, а в 2005 году к 75-летию великого дирижера в Коньшице открылся музей памяти Карлоса Клайбера. 